# Haraci
Haraciul (în arabă خراج‎ ḫarāj, în turcă haraç) este un impozit de stat în țările islamice, care este colectat de la necredincioși (kafir) pentru folosirea pământului și a altor proprietăți conform tradiției musulmane  (Șaria).
Haraciul a fost și un tribut anual pe care țările vasale îl plăteau Imperiului Otoman.
Odată cu dominația otomană asupra Țărilor Române s-a impus plata unui bir, numit și bir de haraci, a cărui valoare a crescut de-a lungul secolelor.

## Vezi și
- Jizia